# Тюремный романс
«Тюремный романс» — российский художественный фильм, криминальная драма, снятая в 1993 году режиссёром Евгением Татарским. В основу сюжета положена реальная история неудачной попытки побега грабителя Сергея Мадуева из петербургского следственного изолятора «Кресты» с помощью револьвера, переданного ему следователем Натальей Воронцовой.

## Сюжет
1992 год. Следователь Елена Шемелова давно живёт в бездетном браке с нелюбимым мужем-депутатом. Она ведёт дело обаятельного и экстравагантного грабителя Артынова, отказывающегося давать показания. После нескольких допросов в «Крестах» между следователем и подследственным возникает симпатия, переросшая в сильное чувство.
Поддавшись на уговоры Шемеловой, Артынов соглашается показать тайник с валютой где-то в горах. Шемелова сопровождает его для проведения следственного эксперимента, обнаруженная долларовая купюра является ключом к криминальным счетам Артынова. На ночь его помещают в гостиницу под охрану. После заказанного Артыновым себе в номер роскошного ужина Елена приходит к нему и они проводят ночь вместе.
Вскоре выясняется, что Елена беременна от Артынова, о чём и заявляет своему мужу. Артынова собираются этапировать в Москву, когда Шемелова сообщает ему об этом и своей беременности, он просит достать ему оружие. Забрав из дома ПМ своего мужа, Елена передаёт его Артынову. Вооружившись пистолетом, Артынов вместе с сокамерником-вьетнамцем Нямой совершают отчаянную попытку побега из СИЗО, в ходе которой их убивают.

## В ролях
- Александр Абдулов — Лев Николаевич Артынов, подследственный грабитель
- Марина Неёлова — Елена Андреевна Шемелова, следователь прокуратуры
- Юрий Кузнецов — Василий Сергеевич Кошкарёв, следователь прокуратуры
- Аристарх Ливанов — Аркадий Николаевич Шемелов, муж Елены Андреевны, депутат
- То Суань Тхань — Няма, сокамерник Артынова
- Борис Соколов — прокурор
- Лев Вигдоров — Олешковский

## Съёмочная группа
- Автор сценария: Сергей Соловьев
- Режиссёр: Евгений Татарский
- Оператор: Павел Лебешев
- Художник: Наталья Кочергина
- Композитор: Сергей Курёхин (в сотрудничестве с Юрием Касьяником и Иваном Шумиловым)
- Продюсеры: Сергей Середа
- Главный звукооператор: Игорь Вигдорчик
- Звукооператор: Алексей Шульга
- Исполнительный продюсер:Лев Вигдоров
- Директор картины: Татьяна Наумова

## Критика
Дмитрий Савельев в своей рецензии в иллюстрированном еженедельнике «Столица» высказал мнение, что автор сценария «Тюремного романса» — классик отечественного постмодерна Сергей Соловьев — не слишком обременил себя «кропотливым выяснением отношений с персонажами, объяснением их поступков и уточнением крутых сюжетных поворотов», в чём ему полностью сочувствовал и режиссёр. Савельев нашёл, что Неёлова и Абдулов чувствовали себя в атмосфере тюремного романса, как рыба в воде, и, если Абдулов, по мнению Савельева, проявил «несомненный вкус» к стилю «в общем, все умерли» ещё в «Формуле любви», то Неёловой удалось составить Семёну Фараде достойную конкуренцию.
Марина Дроздова в своей рецензии на страницах журнала «Искусство кино» назвала «Тюремный романс» фильмом, сделанным для двух «звёзд»: Александра Абдулова и Марины Неёловой. Дроздова отметила поверхностность режиссуры и драматургии. У Дроздовой сложилось ощущение, что авторы ленты полагались на качество принятого в работу материала, рассчитывая на его основе неизбежно достигнуть блистательного результата, но не осознавали объёма работ на съёмочной площадке, необходимого для достижения такого результата. По мнению Дроздовой, фильм мог бы стать историей взаимодействия двух почти равных по уровню славы актёрских имиджей, но без удовольствия тащившие на себе многочастевый груз работы Абдулов и Неёлова (которых Дроздова назвала «скорбными бурлаками экрана») оказались предоставлены сами себе и пересекли унылое пространство картины каждый своим маршрутом. Дроздова сочла, что в контурном плоском пространстве ленты Неёлова смотрелась то растерянной, то снисходительной (чуть ли не брезгливой), а Абдулову не хватило режиссёрской плётки, он не скрывал скуку, равнодушно произнося свои тексты.
Вячеслав Разинкин в своей научной статье 1999 года отнёс «Тюремный романс» к числу фильмов, в которых преступники являются героями, выдавливающими у зрителей слёзы своей судьбой. По утверждению Разинкина, создатели киноленты оттрактовали убивающего сотрудников МВД откровенного садиста как высоконравственную личность.